# Alan Curtis (hudebník)
Alan Curtis (17. listopadu 1934 Mason, Michigan – 15. července 2015 Florencie, Itálie) byl americký cembalista, muzikolog a dirigent barokních oper.

## Život
Narodil se 17. listopadu 1934 v Masonu, ve státě Michigan. Studoval na University of Illinois, kterou absolvoval v roce 1960. Ve studiu pokračoval v Amsterodamu u Gustava Leonhardta, se kterým natočil koncerty pro více cembal Johanna Sebastiana Bacha.
V šedesátých a sedmdesátých letech vytvořil řadu nahrávek barokních cembalových skladeb. V roce 1977 nastudoval koncertní provedení Händelovy opery Admeto, při čemž použil historické nástroje jako theorbu a chromatické cembalo. V následujících letech několikrát vystoupil jako dirigent v Innsbrucku na festivalu staré hudby.
V roce 1977 založil v Amsterodamu Baroque Orchestra, který řadu let řídil. V roce 2007 začal spolupracovat s vídeňským divadlem Theater an der Wien na koncertních provedeních barokních a předbarokních oper.
Alan Curtis zemřel 15. července 2015 ve věku osmdesáti let ve Florencii.